# اولیس‌کوله
اولیس‌ْکولَه (به فنلاندی: Yliskylä) یک منطقهٔ مسکونی در فنلاند است که در هلسینکی واقع شده‌است.